# Kiriłł Wiergun
Kiriłł Dmitrijewicz Wiergun, ros. Кирилл Дмитриевич Вергун (ur. w 1907 r. w Wiedniu, zm. 17 kwietnia 1945 r. w Pilźnie) – rosyjski działacz emigracyjny.
W 1908 r. jego rodzina wyjechała do Petersburgu. W 1918 r. zamieszkała w Kałudze. W 1921 r. wyjechała z Rosji do Rygi. Następnie przeniosła się do Pragi. W 1926 r. K. D. Wiergun ukończył miejscowe gimnazjum rosyjskie, a następnie politechnikę. W 1930 r. współzakładał Narodowy Związek Nowego Pokolenia (NTSNP). W 1936 r. przybył do Belgradu. Wszedł w skład Biura Wykonawczego NTSNP. Po ataku wojsk niemieckich na ZSRR 22 czerwca 1941 r. zamieszkał w Berlinie. W 1944 r. wraz z innymi działaczami NTSNP został aresztowany przez Gestapo. Na początku 1945 r. wypuszczono go na wolność po interwencji gen. Andrieja A. Własowa. Zginął 17 kwietnia tego roku podczas bombardowania transportu kolejowego na stacji w Pilźnie przez lotnictwo sowieckie.